# Летючий корабель (фільм)
«Летю́чий корабе́ль» — радянський повнометражний художній фільм-казка 1960 року, знятий режисерами Михайлом Юферовим та Артуром Войтецьким за сценарієм Анатолія Шияна на Кіностудії імені Олександра Довженка. У головних ролях — Ігор Єршов і Лариса Гордєйчик. Прем'єра фільму відбулася 13 листопада 1960 року.
За мотивами української народної казки про богатиря Котигорошка.

## Сюжет
Котигорошко вирушає на розшуки своєї сестри Оленки, яку викрав Змій. Запорожці викували хлопчику меч, дали живої води і провели в далеку дорогу. В зміїне царство Котигорошко прилетів на летючому кораблі. Переміг Змія, оживив сестру, звільнив усіх бранців Змія і повернувся додому.

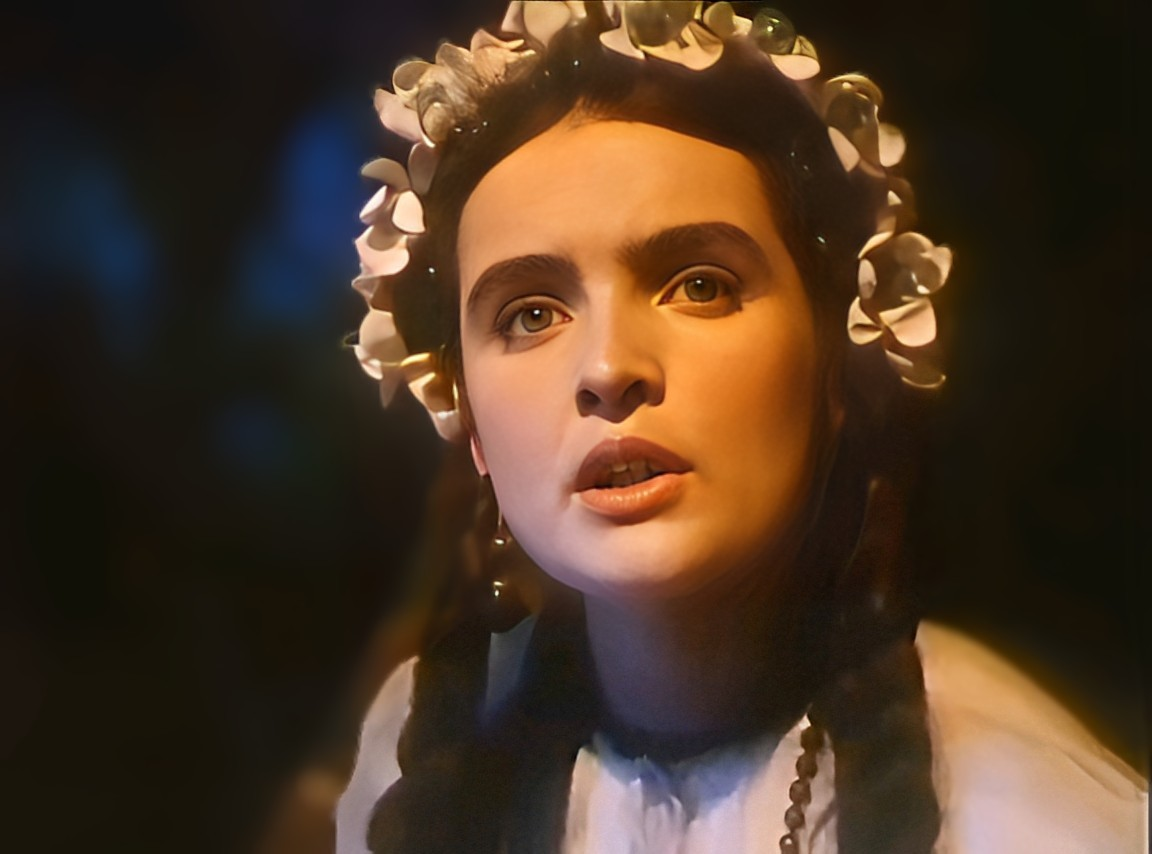
Ада Роговцева у ролі Лебідоньки

## У ролях
- Ігор Єршов — Котигорошко
- Лариса Гордєйчик — сестра Котигорошка Оленка
- Ада Роговцева — Лебідонька
- Роберт Клявін — Змій
- Володимир Дальський — Ох, слуга Змія
- Павло Шпрингфельд — Ясат, брат Змія
- Людмила Татьянчук — Юрза, сестра Змія
- Валентина Калиновська — Мурза, сестра Змія
- Зінаїда Юрченко — мати Котигорошка
- Валентин Грудинін — Вернигора
- Сергій Сібель — Скороход
- Дмитро Гнатюк — Кобзар
- Марія Капніст — чарівниця (немає в титрах)
- Клавдія Хабарова — Баба-Яга (немає в титрах)
- Анатолій Іванов — Андрій (немає в титрах)

## Знімальна група
- Режисери: Михайло Юферов, Артур Войтецький
- Оператор: Лев Штіфанов
- Сценарист: Анатолій Шиян
- Композитор: Борис Лятошинський
- Художник: Михайло Юферов
- Режисер монтажу: Доллі Найвельт
- Звукооператор: Леонід Вачі
- Художник по костюмам: Н. Кибальчич
- Художник по гриму: А. Матвєєв
- Художник-декоратор: В. Новаков
- Балетмейстер: Борис Таїров
- Редактор: Надія Орлова
- Асистенти режисера: Володимир Луговський, Є. Яценко
- Асистенти оператора: А. Кравченко, Олександр Яновський
- Асистент художника: Н. Біньковський
- Директор картини: Олексій Ярмольський

## Відгуки
На сайті IMDb фільм має оцінку 6,5 з 10 на основі 32-х відгуків (станом на серпень 2024).